# 史致光
史致光（？—1828年），字余村，號葆莆，浙江山陰人。清乾隆五十二年狀元，官至福建巡撫、雲南總督，晚年調京職，除授都察院左都御史，惟乞病告歸。史致光為史學大師章學誠弟子。